# 帯広市立川西小学校
帯広市立川西小学校（おびひろしりつ かわにししょうがっこう）は、北海道帯広市川西町に所在する公立小学校。

## 児童
- 児童数 - 183人
  - 1年生 - 42人
  - 2年生 - 34人
  - 3年生 - 32人
  - 4年生 - 27人
  - 5年生 - 24人
  - 6年生 - 24人
  - 特別支援学級（内数）- 13人

2019年（令和元年）5月1日現在

## 進学先中学校
- 帯広市立川西中学校

2016年（平成28年）5月1日現在